# 緑の香り
緑の香り（みどりのかおり、英: Green leaf volatiles, GLVs）とは、オキシリピン代謝におけるヒドロペルオキシドリアーゼ経路により合成される、炭素数6のアルデヒド、アルコール、およびそれらのエステルの総称で、いわゆる緑葉香や青臭さの主成分である。(Z)-2-ヘキサナール、(Z)-2-ヘキサノール、(Z)-2-ヘキサニルアセテート、(E)-2-ヘキサナール、(E)-2-ヘキサノール、(E)-2-ヘキサニルアセテート、(n)-2-ヘキサナール、(n)-2-ヘキサノール、(n)-2-ヘキサニルアセテートが知られている。ほぼすべての被子植物が生成するとされる。緑の香りは食品フレーバーとして重要である。人間は、いくつかの緑の香り関連化合物において、二重結合の位置や立体異性体といった小さな違いでも異なるにおいに感じる。そのため、例えば、豆乳に含まれる緑の香り(豆臭)を抑制したり、トマトソースやオリーブオイルでの緑の香りの各成分の組成比と量を調節することは製品の質を左右する。また、草食生物に対する植物の防御機構の一端を担っている。

## 緑の香り分子
2005年現在、緑の香り分子として8つの化合物が知られている；(3Z)-ヘキセノール(青葉アルコール)、(3Z)-ヘキセナール、n-ヘキセナール、(3E)-ヘキセノール、(3E)-ヘキセナール、n-ヘキセノール、(2E)-ヘキセノール、(2E)-ヘキセナール(青葉アルデヒド)。各々で香りは異なり、植物の臭いを嗅ぐとき、これらの合成臭を感知している。例えば青葉アルコールと青葉アルデヒドを比較したとき、青葉アルコールでは緑葉様臭が、青葉アルデヒドでは果実様臭が特徴的であるとされる。また、新鮮さの印象は両者ともに大きいが、青葉アルデヒドでより高いとされる。
緑の香り分子は濃度の違いにより官能効果を変える。青葉アルコールが低濃度のときはさわやかな香りを放つ。しかし、高濃度のときはヒトの気分を悪くする。頭痛や胃のむかむかといった症状を引き起こす。青葉アルデヒドは、低濃度で柔らかい香りであるが、高濃度では刺激臭となる。眼を刺激して涙を分泌させ、鼻に刺すような痛みを生じさせる。

## 生合成経路
緑の香りの生合成において最も重要な酵素は脂肪酸ヒドロペルオキシドリアーゼ(hydroperoxide lyase：HPL)である。HPLは、リポキシゲナーゼ(lipoxygenase：LOX)により合成された脂肪酸ヒドロペルオキシドを開裂してC6アルデヒドとC12オキソ酸を生成するシトクロムP450酵素である。LOXの基質は遊離脂肪酸とそのヒドロペルオキシドと考えられている。例えば、リノレン酸を基質とする場合、リノレン酸はLOXによる酸化とHPLによる開裂を受けて(Z)-3-ヘキセナール(青葉アルデヒドの一種)が合成される。さらに、その後の酵素反応により(Z)-3-ヘキセノール(青葉アルコール)や(E)-2-ヘキセナール(青葉アルデヒドの一種)が、そして(Z)-3-ヘキセノールから(Z)-3-ヘキセニルアセテートが合成される。HPLとLOXによる緑の香り生合成経路の候補はいくつか推測されている。植物細胞が破壊されたときに液胞に多数含まれているリパーゼが細胞質中に放出され、膜脂質を分解することにより基質である遊離脂肪酸が現れるとする説や、リパーゼの分解を経ずにLOXが膜脂質を直接基質とする説などがある。

## 動物への作用
C6揮発性有機化合物である緑の香りは人間の嗅覚により感じ取ることができる。化学構造と匂いの相関(英: Chemical structure-odor relationships)を調査した研究では、青葉アルコール(cis-3-hexenol)はω3Z構造因子により緑葉のイメージを、青葉アルデヒド(trans-2-hexenal)は2E、-C=C-C=O 構造により新鮮なイメージをヒトに与え、また、青葉アルコールにおいて二重結合の位置がω位に移動すると官能評価が下がる傾向にあり、一方で青葉アルデヒドにおいては逆の傾向にあることが明らかとなった。ヒトに青葉アルコールと青葉アルデヒドを暴露させるとα波は 0.03 %の濃度で最快適性（鎮静作用）を呈すること、また、青葉アルコールと青葉アルデヒド各々よりも 1：1 の混合物の方がより快適性を与えることが知られている。
アカゲザル(Macaca mulatta)に青葉アルコール、青葉アルデヒド、サルの好物であるバナナの香りをそれぞれ暴露した実験によると、脳の異なる部位に血流が現れ、また、みどりの香りを与えたときに、バナナのそれに比べて優位に血流が流れることが見出された。
マウスに拘束ストレスを与えている最中および与えた後の副腎皮質刺激ホルモン(英: adrenocorticotropic hormone：ACTH)の動態および体温相関を調査した研究では、みどりの香りの暴露により、ACTHの放出や体温の上昇が長期間抑制されることが見出された。これはみどりの香りがマウスのストレスを緩和したことを示している。

## 防御機構
緑の香りは、(特に草食動物により)植物体が攻撃されて傷ついたときに、傷害という物理的な刺激および害虫の唾液に含まれる一部の成分を生理学的な直接の引き金としてその傷で急速に生成され、テルペンとともに放散(バースト)される。バースト現象は葉組織の破砕後数秒後に始まり、2～3分持続することが確かめられている。緑の香りの役割は、食害や傷害の加害者(草食動物)が忌避する臭気としてこれ以上の攻撃を防止することや、傷口の消毒・防御、および加害者の天敵の誘引などである。緑の香りやテルペン、テルペノイドといった、食害に応答して植物から放出される揮発性有機化合物は植食者誘導性植物揮発性物質(英: Herbivore-Induced Plant Volatiles：HIPVs)と総称される。HIPVsの組成は、被害者である植物および加害者である動物の種類、それらの発生段階や被害を受けたときの状態により変化する。
緑の香りの主成分である(E)-2-ヘキセナール(青葉アルデヒドの一種)はα,β-不飽和カルボニル基をもっていて化学的に反応性が高いため、生体成分に求核攻撃を行う。このため、(E)-2-ヘキセナールは草食生物や病気に対する防衛物質として機能すると考えられている。緑の香り生合成に必須の酵素脂肪酸ヒドロペルオキシドリアーゼをコードする遺伝子を欠損させたジャガイモでは、アブラムシの生長･増殖が高まる傾向にあり、緑の香りがアブラムシの増殖抑制物質として機能している可能性がある。また、アブラナ科植物を食害するモンシロチョウ(Pieris rapae)の幼虫(アオムシ)の天敵であるアオムシサムライコマユバチ(Cotesia glomerata)は緑の香りに誘引される。このように、緑の香りが草食昆虫の天敵を誘引する、緑の香りによる間接的な防衛機構の例はさまざまな植物-草食昆虫-天敵生物の関係で成り立つことが知られている。
最近では、他の植物が発した緑の香りにさらされた未被害の植物が防衛を強化する現象が発見され、また、緑の香りに感応した植物において緑の香りの成分およびその混合比により応答が異なることが見出された。このため、鼻のような嗅覚器官を持たない植物が緑の香りを認識する機構を持ち、緑の香りは植物個体間の情報伝達物質としても機能することが示唆されている。この緑の香りの認識･応答機構はいくつか発見されている。例えば、未被害のトマトは、食害を受けた同種のトマトから大気中に放出された緑の香りの一種である(Z)-3-ヘキセノール(青葉アルコール)を細胞内に取り込み、配糖体の(Z)-3-ヘキセニルビシアノシド(英: (Z)-3-hexenylvicianoside：HexVic)に変換する。この変換については、(Z)-3-ヘキセノールが細胞内でグルコースと結合した後にアラビノースが転移することによる機構と、ビシアノースが作られた後に(Z)-3-ヘキセノールと結合してHexVicになる機構が考えられている。HexVicはヨトウムシのハスモンヨトウ(Spodoptera litura)の成育の抑制と生存率の低下をもたらす。